# البسابسة (البسابسا)
البسابسة هي إحدى مشيخات المملكة المغربية، تتبع جغرافيا لإقليم تاونات وإداريًا لالبسابسا. يقدر عدد سكانها بـ 4226 نسمة حسب الإحصاء الرسمي للسكان والسكنى لسنة 2004.